# 叶诗文
葉詩文（1996年3月1日—），浙江杭州人，祖籍金華，中国游泳运动员。在2012年伦敦奥运会中，她以打破世界纪录的好成绩获得了四百米混合泳之金牌，并在随后的200米混合泳中再次获得金牌，再破奥运会纪录，成为中国游泳队第一位在一届奥运会夺得两枚金牌的选手。2012年世界短道游泳錦標賽女子200米混合泳获得金牌后，成为中国游泳队第一位集奥运会、世界锦标赛、短池世界锦标赛和亚运会金牌全满贯运动员。
另外，叶诗文还是清华大学法学院2014级学生。2018年，叶诗文当选全国人大代表。

## 簡歷

### 游泳啟蒙
叶诗文在6歲時開始學習游泳，啟蒙教練魏巍認為她的手腳比同齡孩子要大很多，運動的協調能力也特別強，游泳的潛質十分高。
2008年，12歲的叶诗文已在浙江省運會的游泳比賽拿到1金、2銀和2銅，之後入選省隊，未幾更進入了中國國家游泳隊，教练是徐国义。

### 初露鋒芒
2010年是叶诗文初露鋒芒的一年。年內除拿下一系列的全國冠軍外，11月叶诗文又代表中国參加廣州亞運會游泳比賽的女子200米个人混合泳及400米个人混合泳兩個項目，奪得兩面金牌。同年12月，在杜拜舉行的2010年世界短道游泳錦標賽中，她又贏得了200米个人混合泳及400米个人混合泳兩項亞軍。叶诗文的表現引来了国际媒體的關注，美國有線電視新聞網CNN更預言她是中國泳壇的下一位世界冠軍。
2011年，叶诗文在上海舉行的2011年世界游泳锦标赛女子200米個人混合泳比賽中，以2分08秒90的成绩击败了卫冕冠军库克尔斯、艾莉西亞·考特等名将，获得冠军，亦成为中国歷來最年轻的单项世界冠军。

### 伦敦奥运扬名
2012年，叶诗文代表中国出戰在英國倫敦舉行的奥林匹克运动会游泳比賽女子200米及女子400米混合泳賽事。
北京時間2012年7月29日凌晨，在孫楊為中國游泳隊取得倫敦奧運會男子400公尺自由泳金牌後（中國男子游泳史上的第一枚奧運會金牌，破奧運會紀錄），第一次參加奧運比賽年僅16歲的葉詩文在女子400米混合泳中亦以4分28秒43的成績打破奧運會紀錄兼世界紀錄勇奪金牌，這是中國代表團在倫敦奧運會获得的第四块金牌。另一位中國選手李玄旭以4分32秒91的成绩摘得銅牌。孫楊與葉詩文同是來自中国浙江的小將。
除了打破奥运会纪录兼世界纪录，叶诗文被认为是在奥运会的游泳历史上第一位冲刺速度超过同项目男选手的女选手。2012年女子400米混合泳，最后一个泳姿自由泳，叶诗文最后100米自由泳的用时为58秒68，最后50米冲刺的用时为28秒93。而在当天的男子400米混合泳比赛中，金牌得主美国瑞安·洛赫特最后100米自由泳耗时58秒65，这仅比叶诗文快了0.03秒，最后50米冲刺用时29秒10，比叶诗文慢了0.17秒。当然值得注意的是，洛赫特最好的是仰泳，自由泳并非其强项，因此其总时间要比叶诗文快得多。
2010年5月國際泳聯宣布禁用高科技泳衣，这项禁令使鯊魚衣成為了歷史。其後，只有美國的瑞安·洛赫特（男子200混合泳）和中國的孫楊（男子1500自由泳）在2011年游泳世锦赛破世界紀錄，葉詩文則是後鯊魚衣年代刷新世界紀錄第一位女泳手（女子400混合泳）。
北京時間2012年8月1日凌晨，2012年伦敦奥运会女子200米个人混合泳决赛上演，葉詩文在此前預賽和半決賽中的成績都排名第一，半決賽更是以2分08秒39創造了新的奧運會紀錄。进入决赛后，最後50米自由泳是葉詩文的強項，她充分發揮了自己的優勢，先後超越了萊弗倫茨和考特斯成為領先者，最終她保持優勢以2分07秒57率先觸壁，拿到本屆奧運會上個人的第二枚金牌，這一成績也再度改寫奧運會紀錄。叶诗文因此成為中国游泳队第一位在单届奥运会夺得两枚金牌的选手，16岁的年龄也成为奥运会历史上女子混合泳比赛以来单届获得两项冠军的最年轻选手。
2012年倫敦奧運會期間，葉诗文遭到使用兴奋剂的质疑。随后她本人公開作出明確否認，並且其三次WADA（世界反興奮劑組織）藥檢都沒有檢出禁藥。英國奧運會主委罗德·莫伊尼汉表示，「猜测到此为止，應該承認她的才華」。國際奧林匹克委員會醫藥委員會主席阿恩·郎奎外斯特在記者會中公開表態，說以他看來，除非有證據，否則沒有理由去懷疑葉詩文。

### 伦敦奥运会到里约奥运会之间（2012-2016）
2012年世界短道游泳錦標賽女子200米混合泳，叶诗文以2分04秒64的成绩打破赛会纪录获得冠军，这块金牌是中国队从1993年开始参加短池世界锦标赛以来的第100块奖牌，也是第37块金牌。然而在2013年世界游泳锦标赛上表现不佳，200米和400米混合泳只获得第四名和第七名的成绩，她坦言遇到了身体发育的新挑战，正在努力克服。
2014年8月，被保送到清华大学法学院，但因备战仁川亚运会错过开学。在亚运会上叶诗文状态有所回升，在200米和400米混合泳均以绝对优势获得金牌，并与队友沈铎、张雨霏、唐奕组合以以3分37秒25获得女子4×100自游泳接力冠军。
2015年8月3日，在2015年世界游泳錦標賽200米个人混合泳决赛中，叶诗文以2分14秒01的成绩垫底，比自己的最好成绩慢了7秒。
2016年，叶诗文代表中国出战巴西里约热内卢举行的奥林匹克运动会游泳比赛女子400米个人混合泳赛事。8月7日，预赛阶段，叶诗文以4分45秒86列小组第七，总排名仅列第27位被淘汰。而叶诗文保持的400米混合泳的世界纪录在里约热内卢奥运会上被匈牙利运动员卡廷卡·霍斯祖打破。

### 2018年后
2018年夏季，叶诗文决定从清华大学法学院休学，备战东京奥运会。2021年两次中国国内奥运选拔赛中，叶诗文在报名参加的女子200米个人混合泳决赛中最好成绩为2分12秒57，因未能达到2分12秒56的奥运A标而无缘东京奥运会。
2023年杭州亚运会上复出，取得200米蛙泳金牌及200米个人混合泳银牌。

## 主要参赛成绩
- 2010年绍兴全国游泳冠军赛女子200米个人混合泳冠军（2分10秒32）
- 2010年中国水上运动会女子200米个人混合泳冠军（2分10秒87）
- 2010年中国水上运动会女子400米个人混合泳季军
- 2010国际泳联短池游泳世界杯系列赛北京站女子200米个人混合泳金牌（2分08秒87）
- 2010国际泳联短池游泳世界杯系列赛北京站女子100米个人自由泳金牌（53秒66）
- 2010国际泳联短池游泳世界杯系列赛北京站女子400米个人混合泳金牌（4分28秒67）
- 2010年16届亚洲运动会女子400米个人混合泳冠军（4分33秒79）
- 2010年16届亚洲运动会女子200米个人混合泳冠军 （2分09秒37）
- 2010年迪拜短池游泳世锦赛女子400米个人混合泳亚军
- 2010年迪拜短池游泳世锦赛女子200米个人混合泳亚军
- 2011年全国游泳冠军赛暨世锦赛选拔赛女子200米个人混合泳冠军
- 2011年全国游泳冠军赛女子4×200米自由泳接力冠军
- 2011年第14届世界游泳竞标赛女子200米个人混合泳冠军（2分08秒90）
- 2011年第14届世界游泳竞标赛女子400米个人混合泳第五名
- 2011年第七届全国城市运动会女子4×100米自由泳接力冠军（3分43秒39）
- 2011年第七届全国城市运动会女子400米个人混合泳冠军（4分33秒66）
- 2011年第七届全国城市运动会女子200米个人混合泳冠军（2分10秒01）
- 2011年第七届全国城市运动会女子4×200米自由泳接力冠军
- 2011年第七届全国城市运动会女子50米自由泳季军
- 2011年第七届全国城市运动会女子100米自由泳季军
- 2012年全国游泳冠军赛女子400米个人混合泳亚军
- 2012年全国游泳冠军赛女子4×200米自由泳接力季军
- 2012年伦敦奥运会女子400米个人混合泳冠军（4分28秒43，打破世界纪录）
- 2012年伦敦奥运会女子200米个人混合泳冠军（2分07秒57，打破奥运会纪录）
- 2012年世界短道游泳錦標賽女子400米混合泳亚军（4分23秒33，打破亚洲纪录）
- 2012年世界短道游泳錦標賽女子200米混合泳冠军（2分05秒94，打破亚洲、赛会纪录）
- 2014年17届亚洲运动会女子400米个人混合泳冠军（4分32秒97，打破亚运会记录）
- 2014年17届亚洲运动会女子4×100米自由泳接力冠军（3分37秒25）
- 2014年17届亚洲运动会女子200米个人混合泳冠军（2分08秒94，打破亚运会记录）
- 2020年国际泳联游泳冠军系列赛深圳站女子200米蛙泳亞軍（2分26秒03）[22]